# Pteris commutata
Pteris commutata är en kantbräkenväxtart som beskrevs av Oskar Kuhn. Pteris commutata ingår i släktet Pteris och familjen Pteridaceae. Inga underarter finns listade.